# امامزاده زید و ابراهیم
امامزاده زید و ابراهیم مربوط به سدهٔ ۹ و ۱۰ ه.ق است و در شهرستان طالقان، روستای کرکبود واقع شده و این اثر در تاریخ ۱۲ بهمن ۱۳۸۱ با شمارهٔ ثبت ۷۰۷۰ به‌عنوان یکی از آثارملی ایران به ثبت رسیده است.